# Ange Paulin Terver
Ange Paulin Terver (Lione, 4 ottobre 1798 – Fontaines-sur-Saône, 15 agosto 1875) è stato uno zoologo francese.
È stato membro della Société linnéenne de Lyon, essendo curatore delle sue collezioni zoologiche dal 1849 al 1872. Nel 1853 è diventato membro della Société d'agriculture de Lyon; ha servito da segretario nella Commission des soies (1853-1868).
La sua collezione di lumache terrestri e d'acqua dolce è stata acquistata dalla città di Marsiglia (Muséum d'histoire naturelle de Marseille). La sua famiglia ha donato la sua collezione di 14.000 conchiglie al Muséum de Lyon.

## Pubblicazioni
- Lithographies XIV-XVI in Complément de l'Histoire naturelle des Mollusques terrestres et fluviatiles de la France par Gaspard Louis André Michaud, (1831).[1]
- Catalogue des mollusques terrestres et fluviatiles, observés dans les possessions françaises au nord de l'Afrique (1839).
- Malacologie lyonnaise, ou, Description des mollusques terrestres & aquatiques des environs de Lyon : d'après la collection Ange-Paulin Terver, donnée au Museum de Lyon par la Famille Terver en 1876, pubblicato da Arnould Locard, (1877).